# Parc national de Frontenac
Pour les articles homonymes, voir Frontenac.
Le parc national de Frontenac est un parc national du Québec, au Canada, d'une superficie de 155,3 km², situé au Québec en périphérie du Grand lac Saint-François, à environ 30 km au sud de Thetford Mines. Ce parc a pour mission de protéger et de rendre accessible un élément représentatif de la région naturelle des chaînons de l'Estrie, de la Beauce et de Bellechasse. Il abrite plus de 153 espèces d'oiseaux et près de 30 espèces de mammifères.

## Histoire

Logo du parc.

La région du Grand lac Saint-François était autrefois occupée par les Abénaquis. Vers le milieu du XIXe siècle, la région fut finalement colonisée à des fins d'agriculture et l'exploitation forestière. En 1917, le barrage Jules-Allard fut construit à l'extrémité du lac, ce qui remonta le niveau du lac de 8 m et doubla sa superficie. En 1967, la région fut proposée pour la création d'un parc récréatif provincial. C'est finalement en 1987 que le parc est créé. Il acquiert le statut de parc national en 2001.
Le 13 septembre 2017, la superficie du parc est agrandie de 1,2 km2 pour atteindre un total de 156,5 km2.

## Secteurs
Le parc est divisé en 3 secteurs d'activité : Saint-Daniel, Sainte-Praxède et Sud. Le parc est géré par le gouvernement québécois à travers la Société des établissements de plein air du Québec (SÉPAQ).

### Saint-Daniel

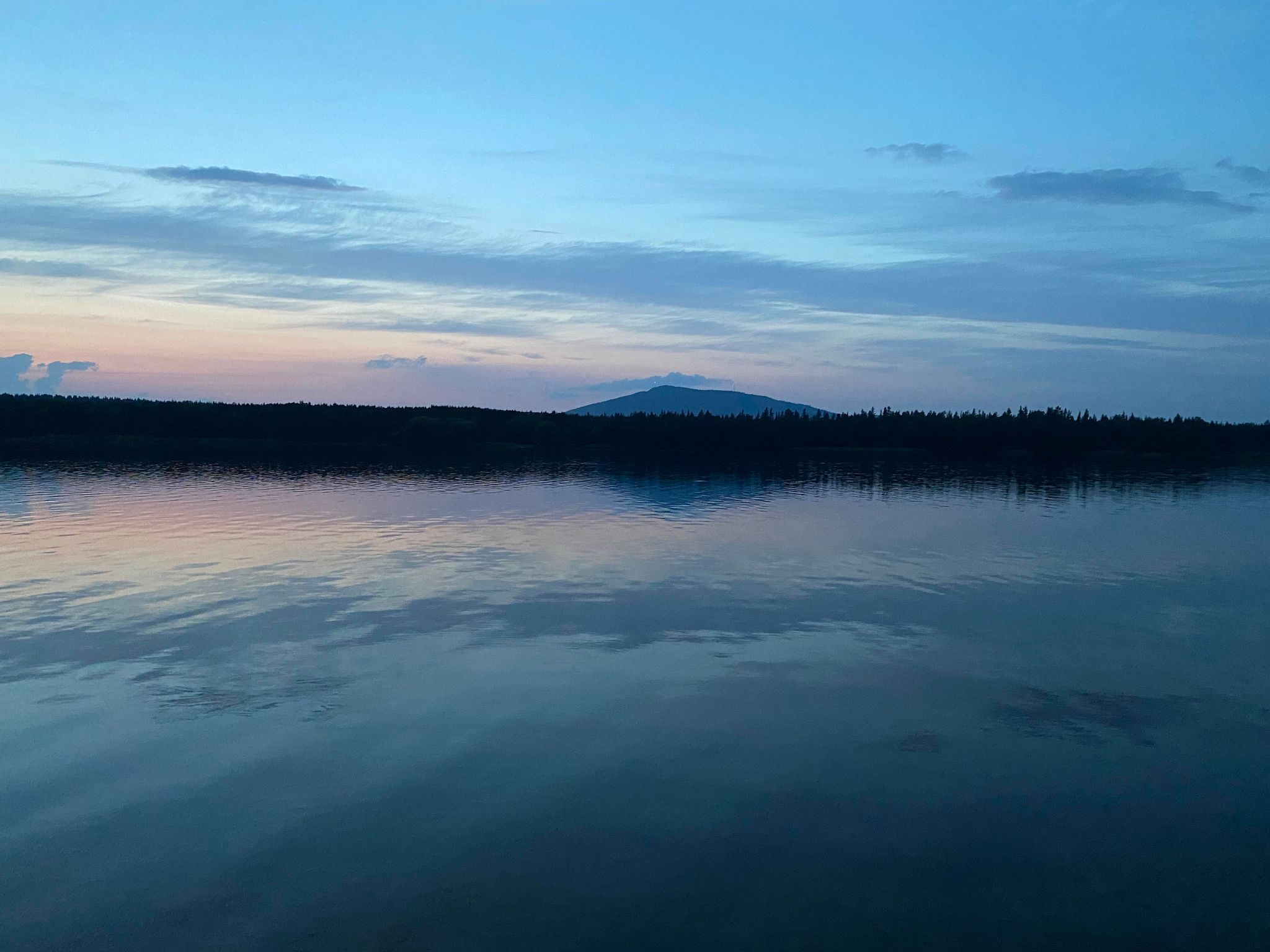
Grand Lac Saint-François, Parc national de Frontenac, secteur Saint-Daniel

Le secteur Saint-Daniel se situe au nord du parc, près du village du même nom. C'est le secteur le plus aménagé du parc avec ses plages, ses 96 espaces de camping et sa piste cyclable de 8 km.  Le secteur est aussi reconnu pour sa tourbière, l'une des plus grandes tourbières structurées du sud du Québec.

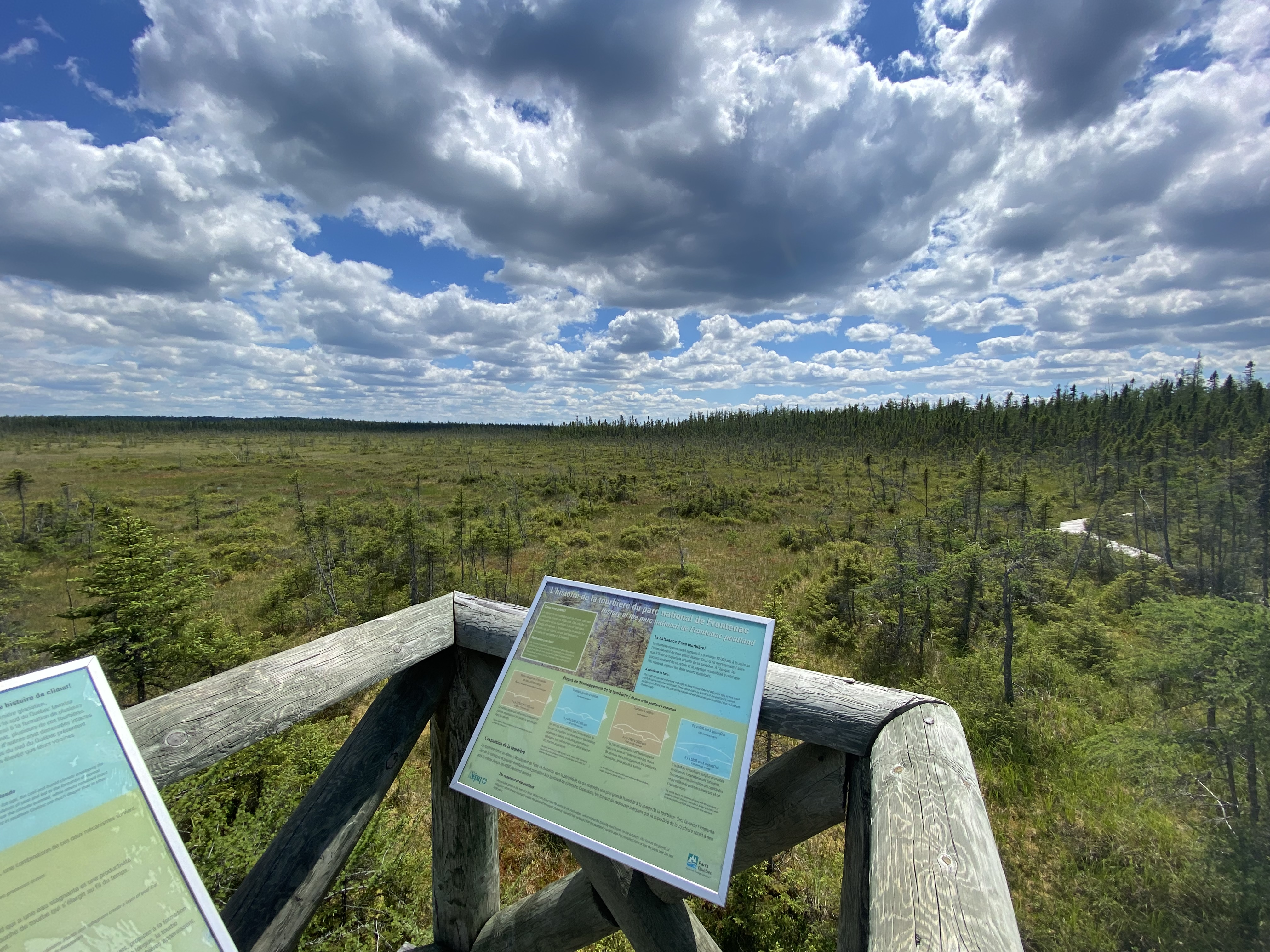
Tourbière vue depuis une tour d'observation
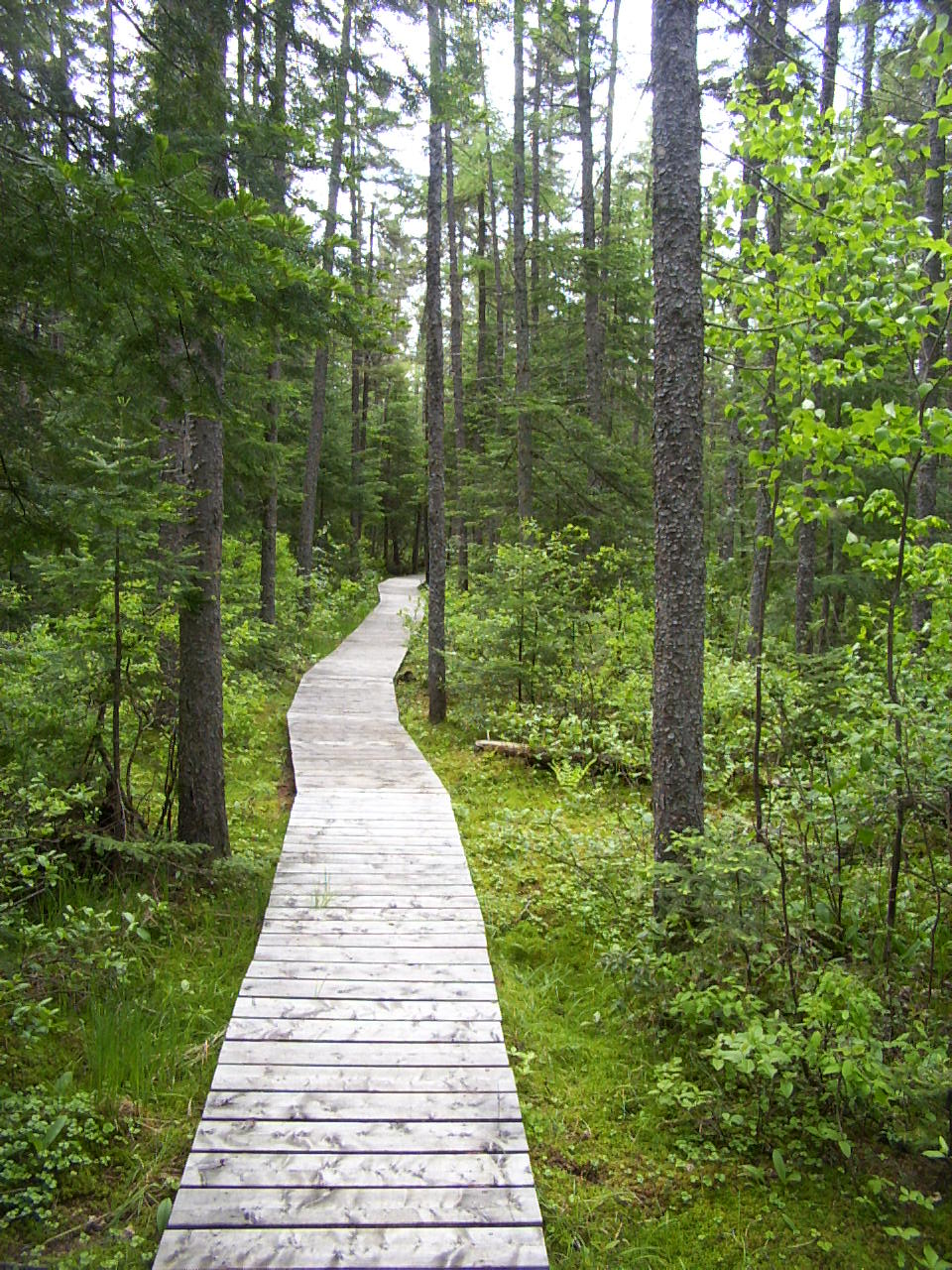
Sentier menant à la tourbière
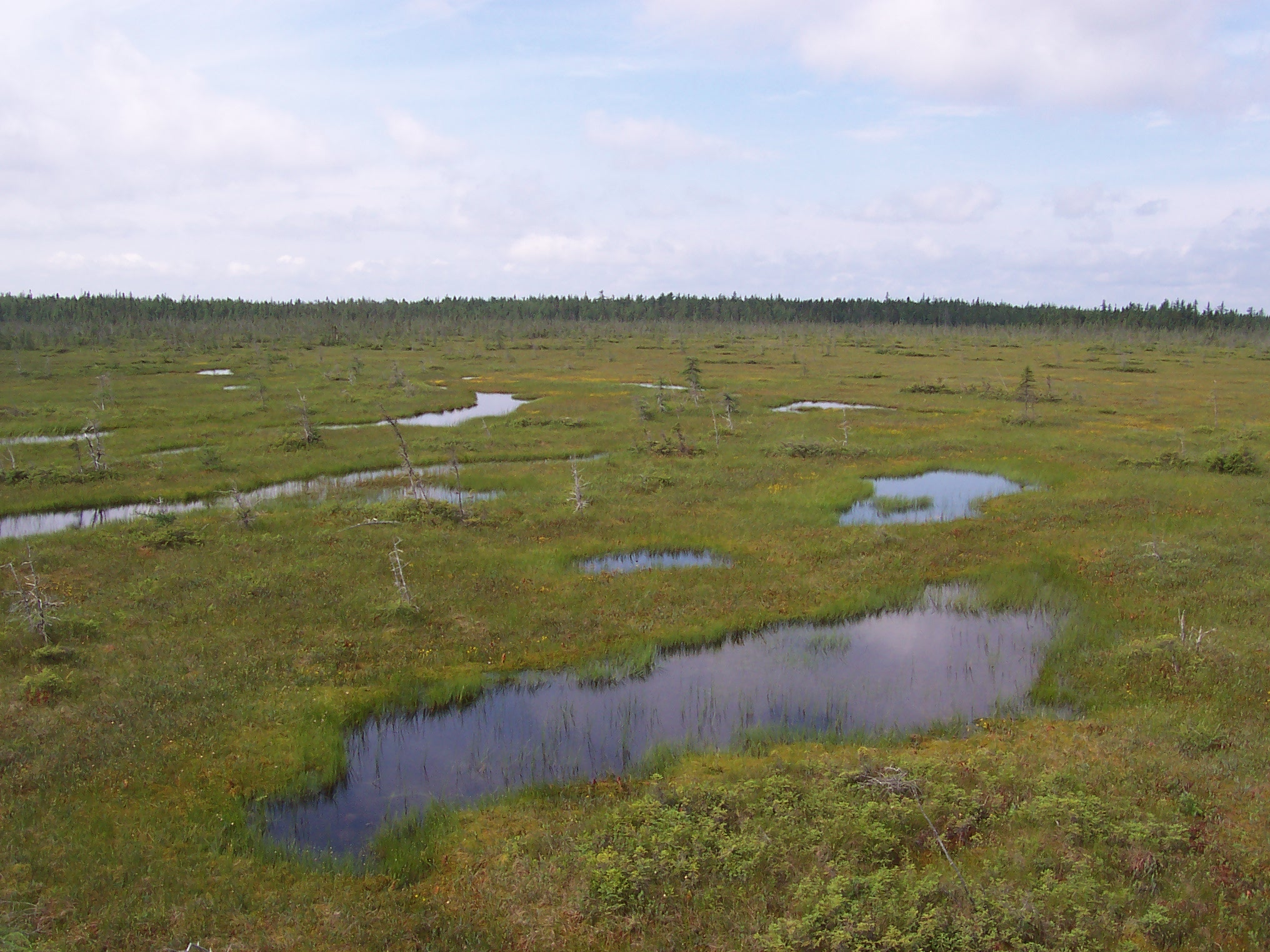
Tourbière en juillet 2008
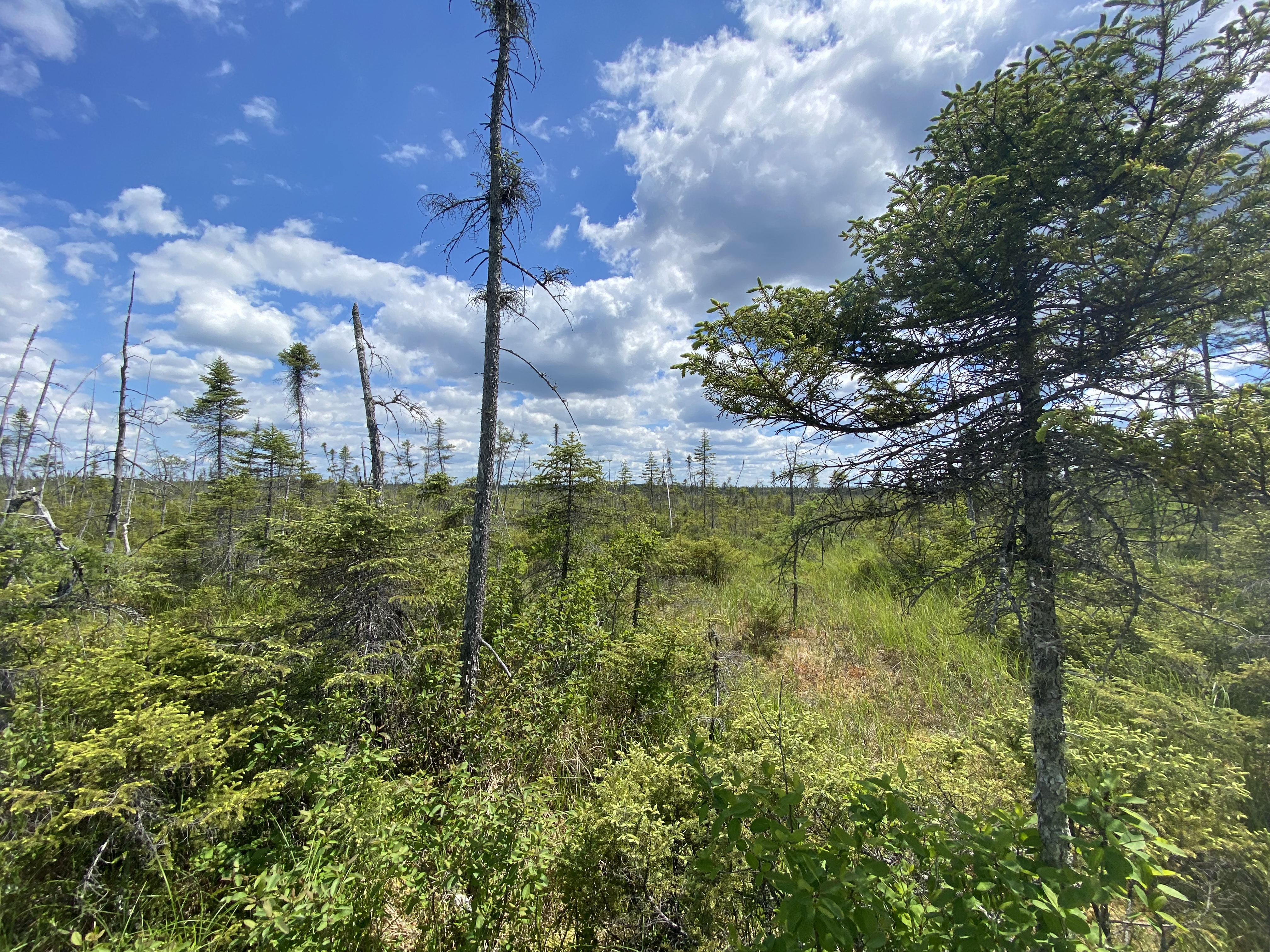
Végétation aux abords de la tourbière

### Sainte-Praxède
Le secteur Sainte-Praxède est situé près du village de Sainte-Praxède. Ce secteur est le moins aménagé du parc et se résume à une aire de pique-nique.

### Sud

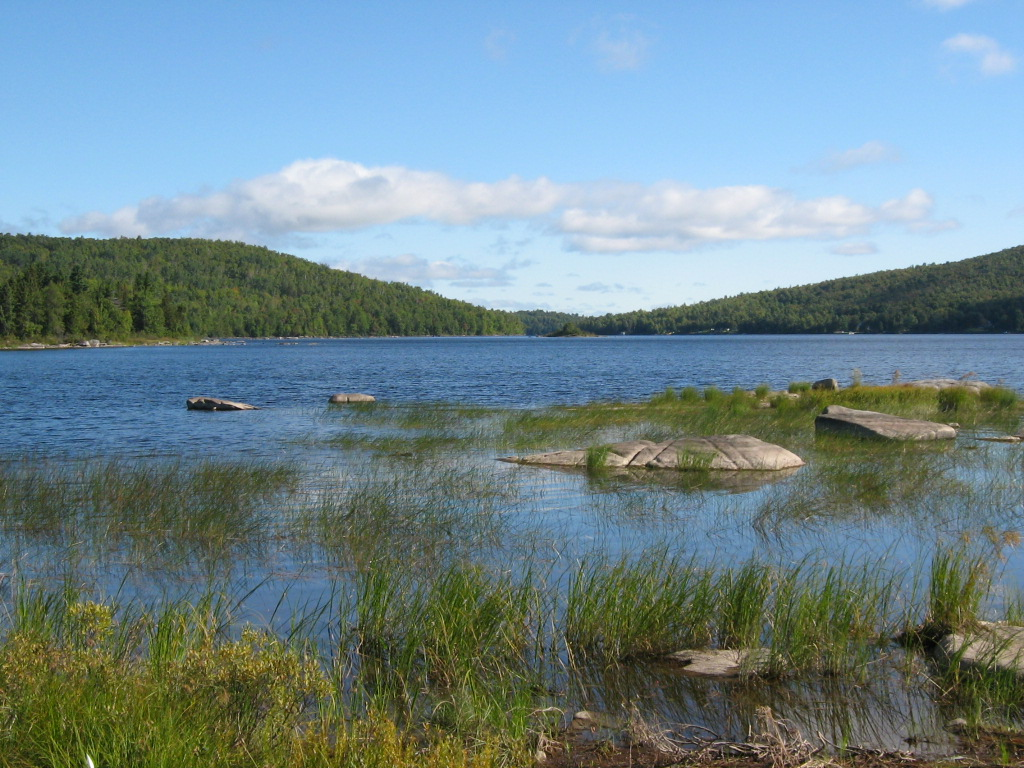
Baie sauvage dans le secteur Sud.

Le secteur Sud est situé au sud du parc, près des villages de Lambton et Saint-Romain, il comprend entre autres la baie Sauvage. Le secteur est principalement dédié au canot-camping et à la randonnée pédestre.  Les activités sont principalement centrées au camping de la Baie Sauvage.

## Galerie d'images

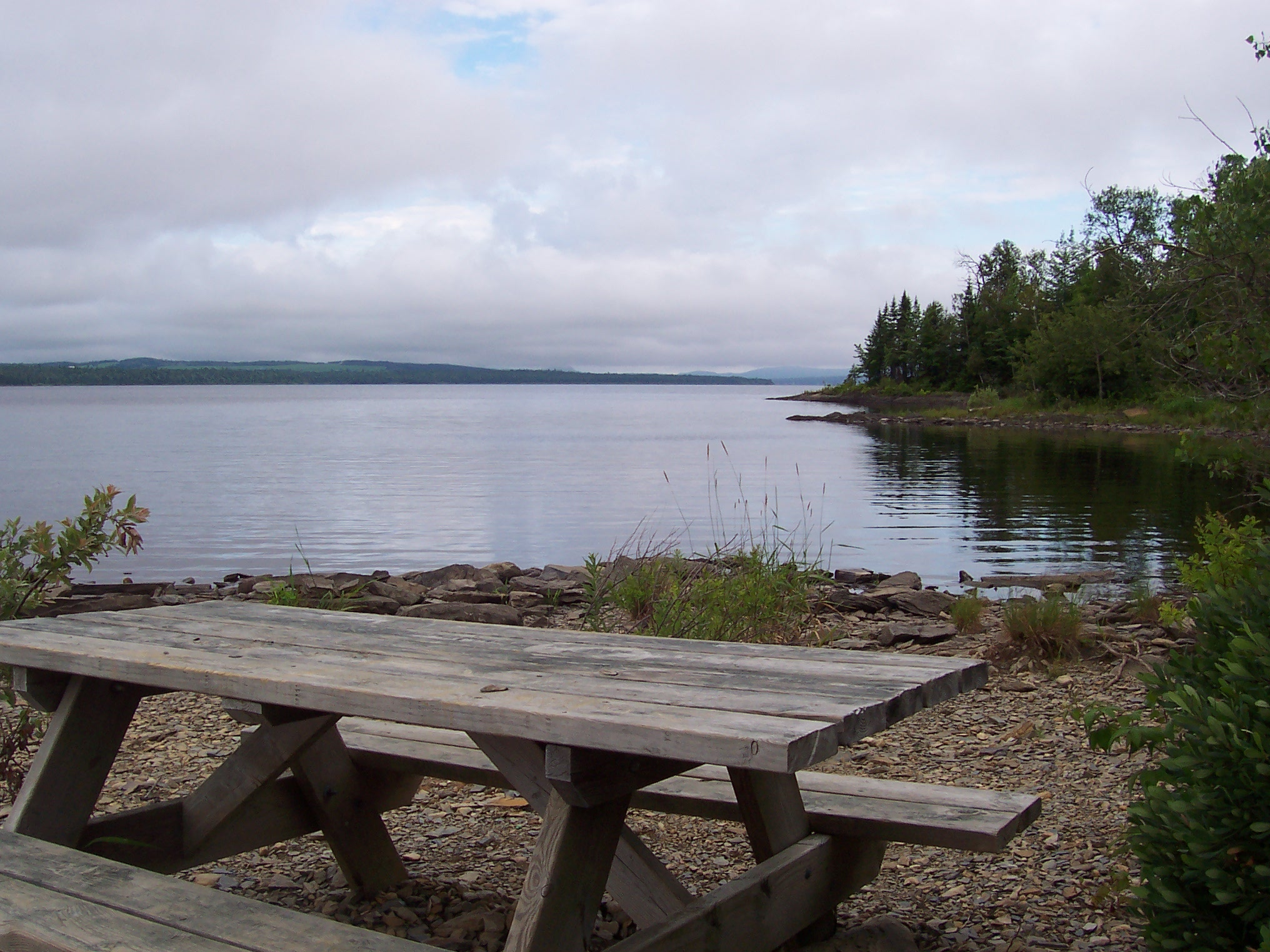
Le Lac Grand-lac-St-François vu depuis le secteur du camping Rivière-aux-bluets
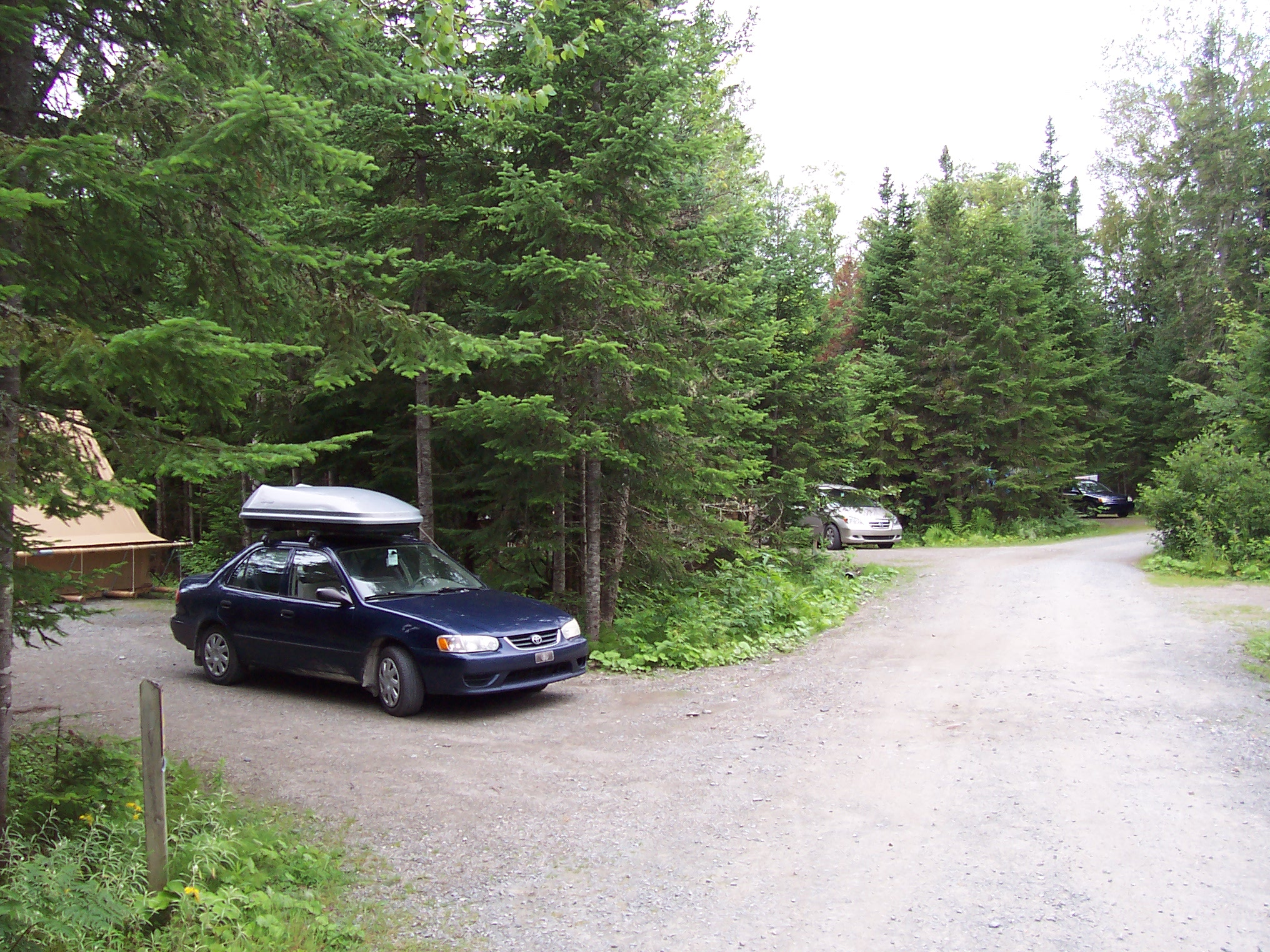
Le camping Rivière-aux-bleuets dans le secteur St-Daniel.
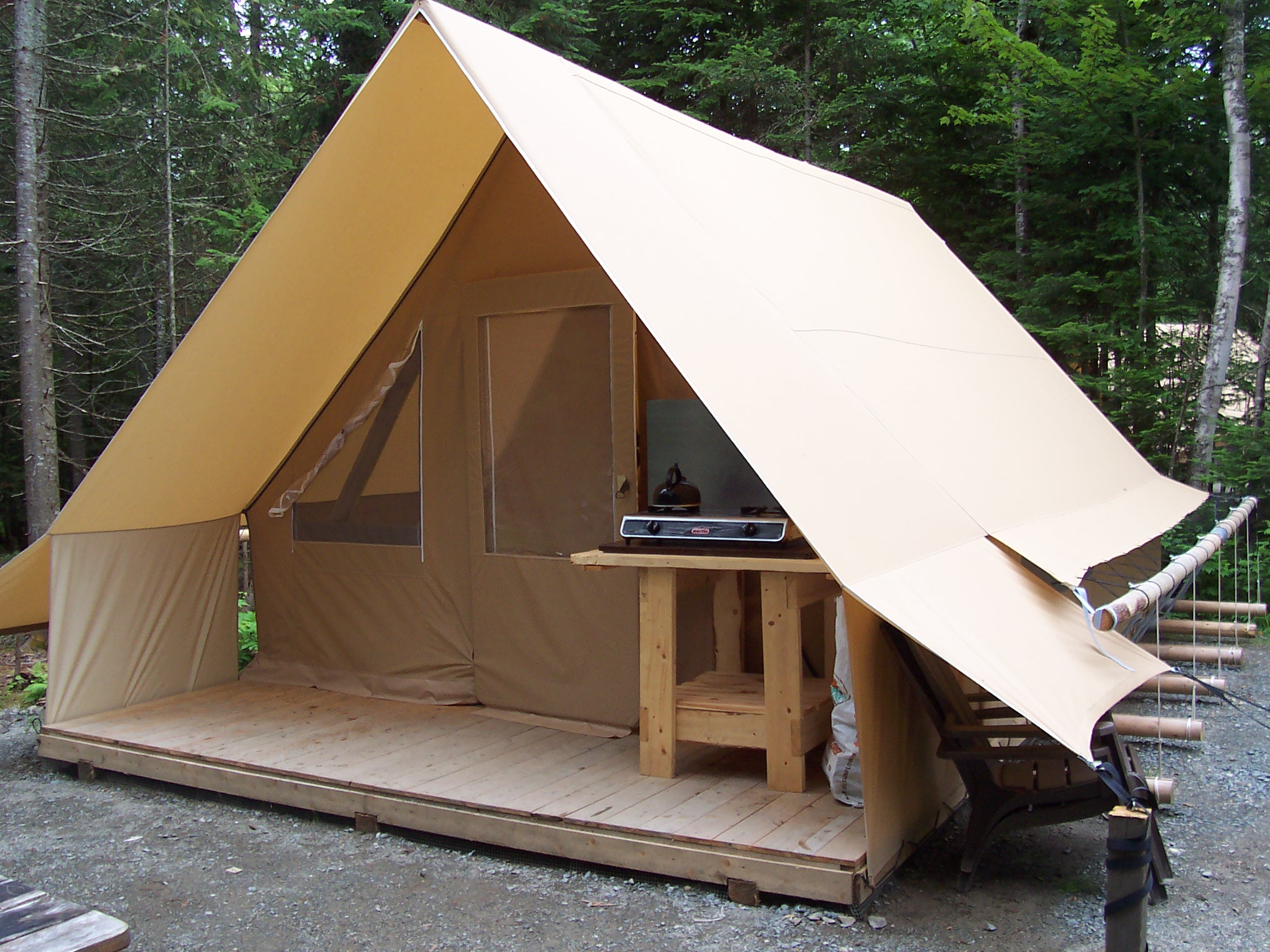
"Prêt-à-camper" offert en tente Huttopia au camping Rivière-aux-bluets.
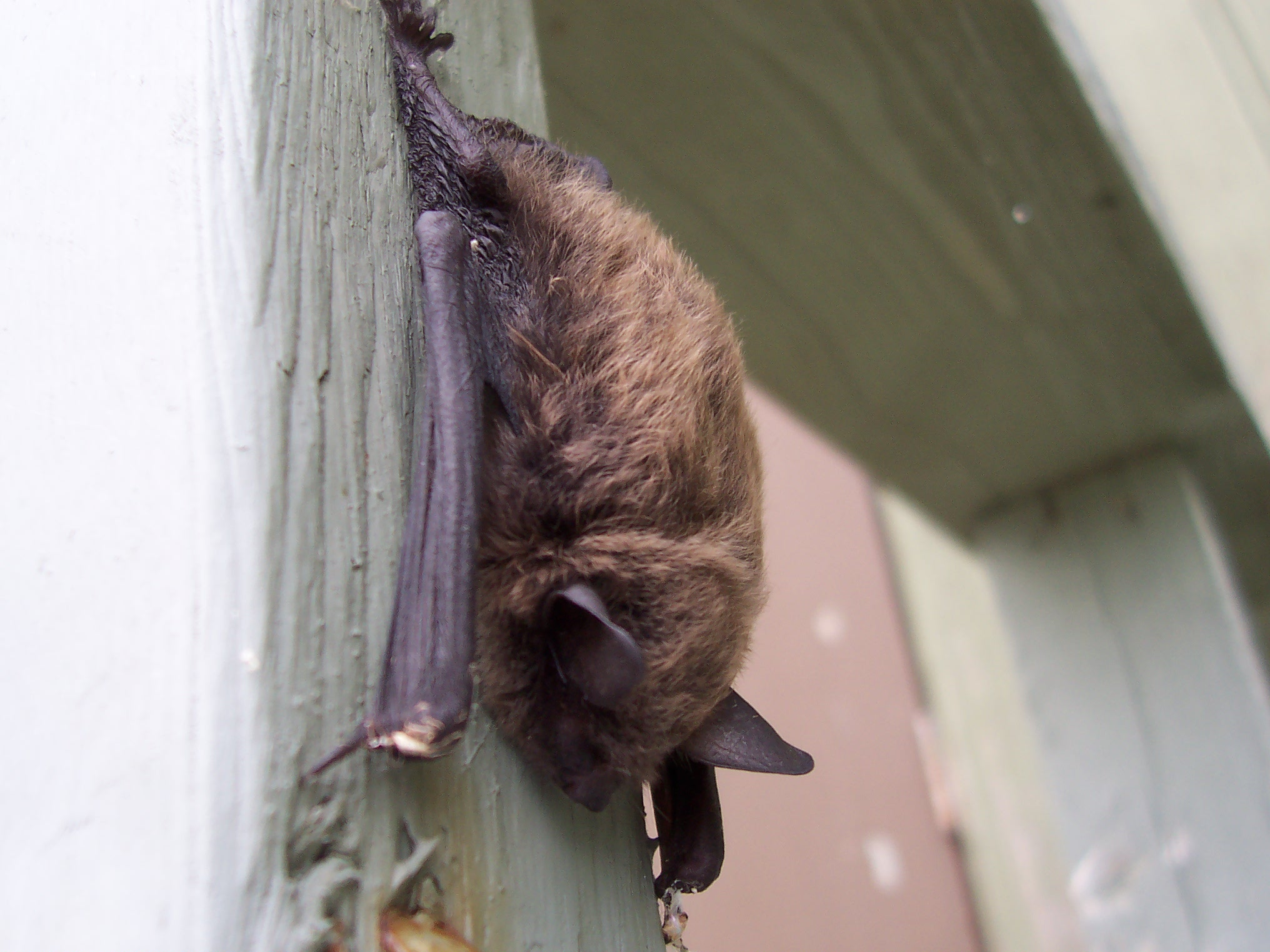
Chauve-souris.
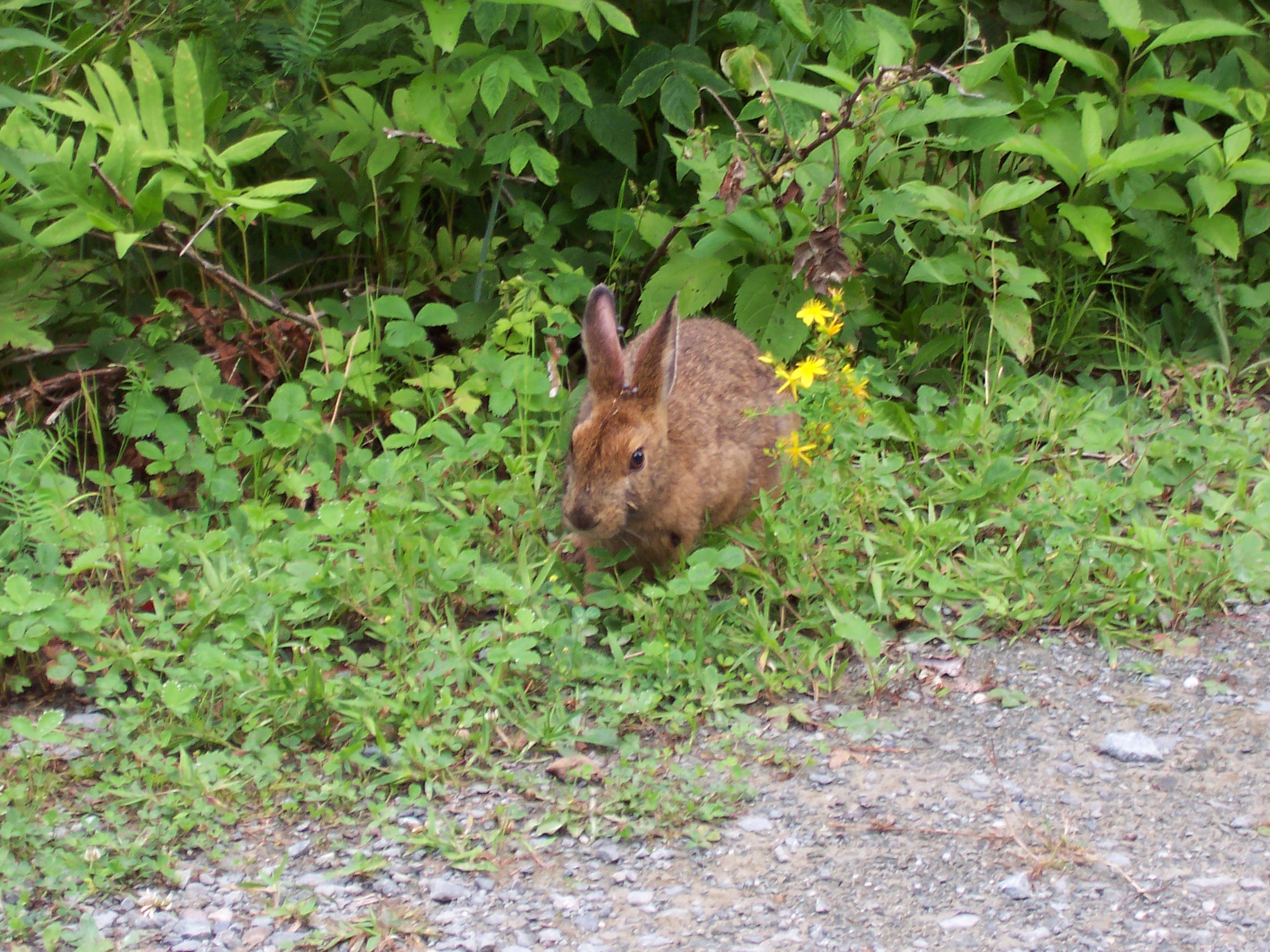
Lièvre d'Amérique
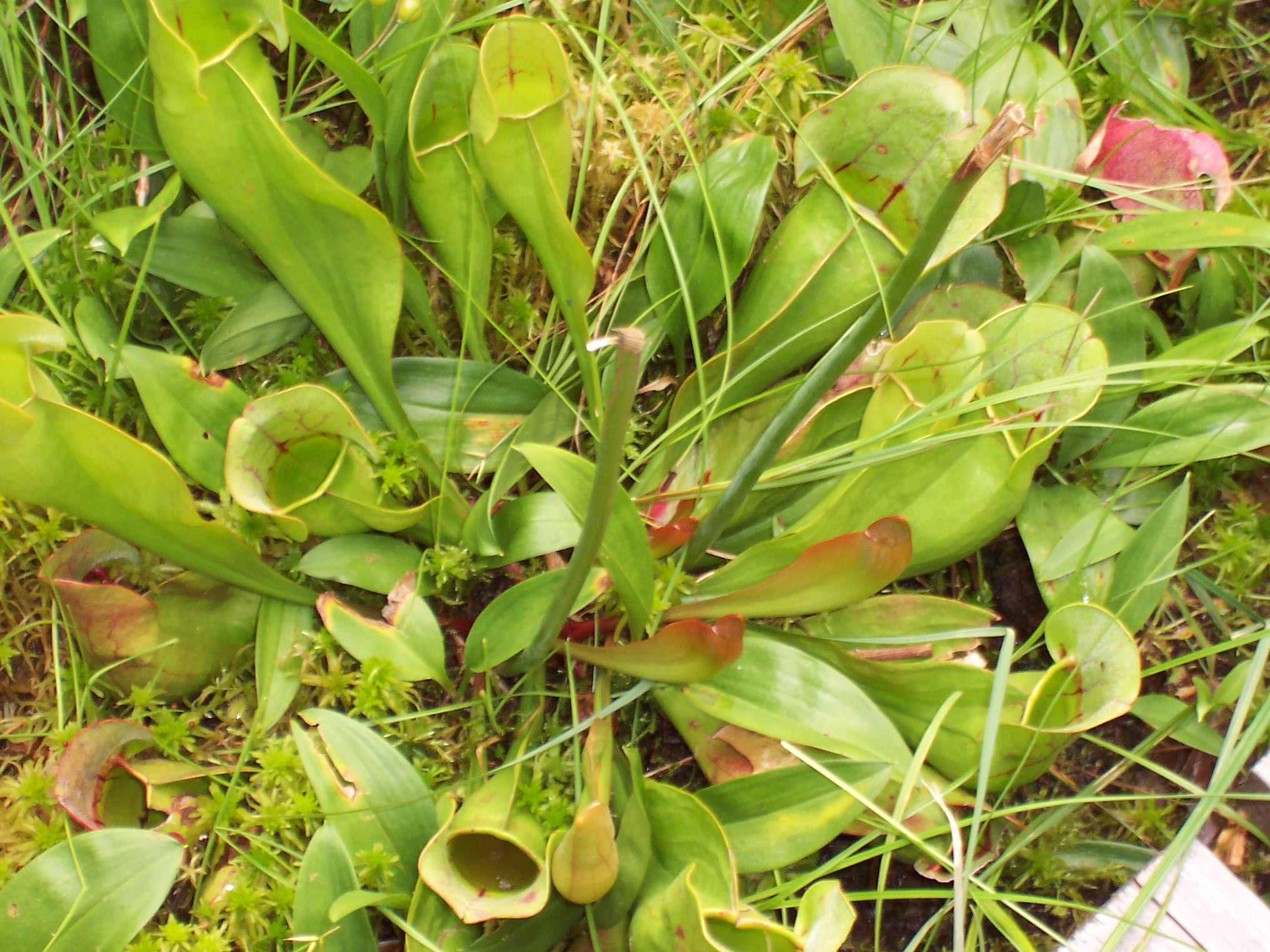
Sarracénie pourpre sur le sentier de la Tourbière.
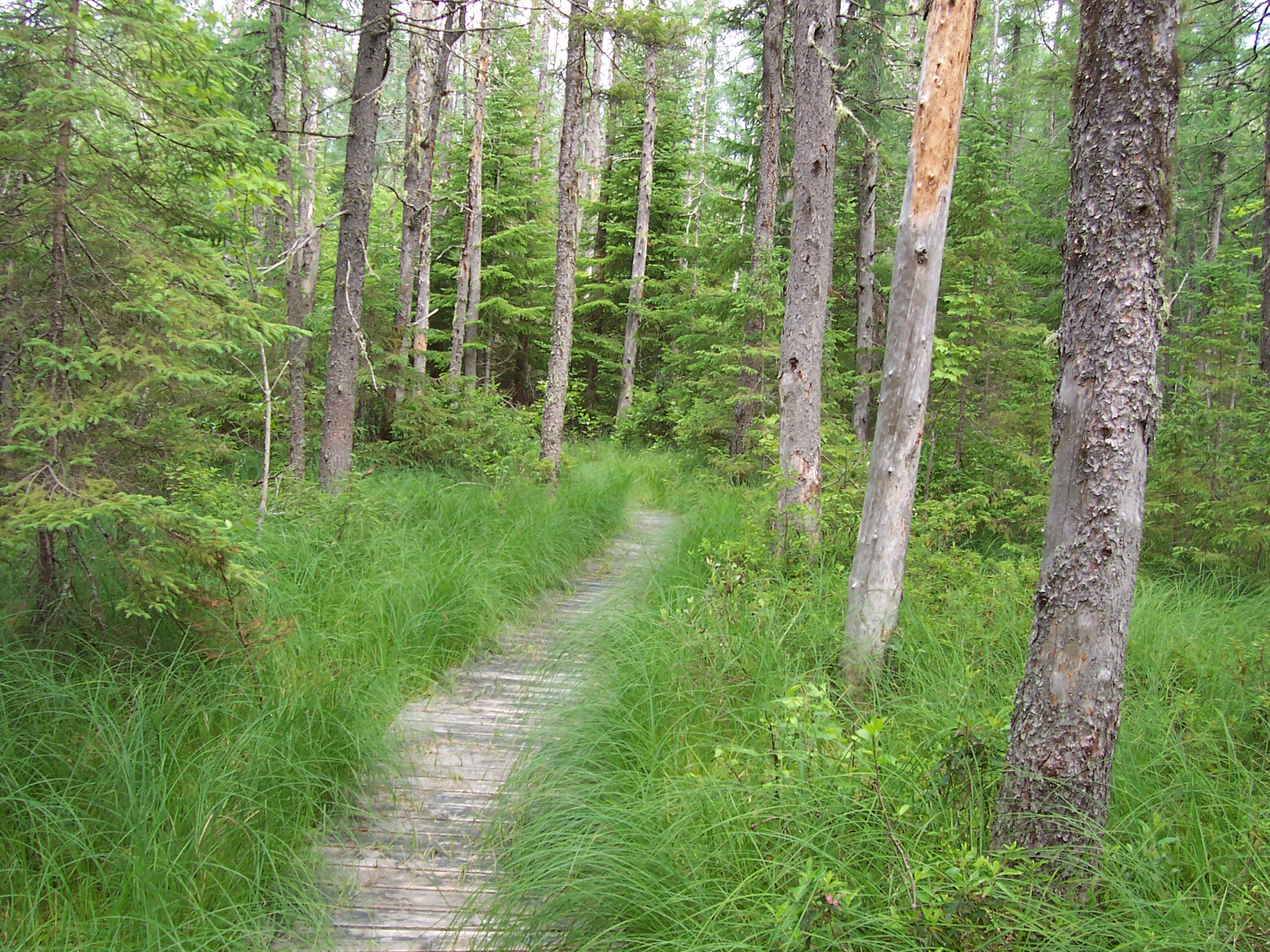
Le sentier menant à la tourbière dans le secteur St-Daniel.
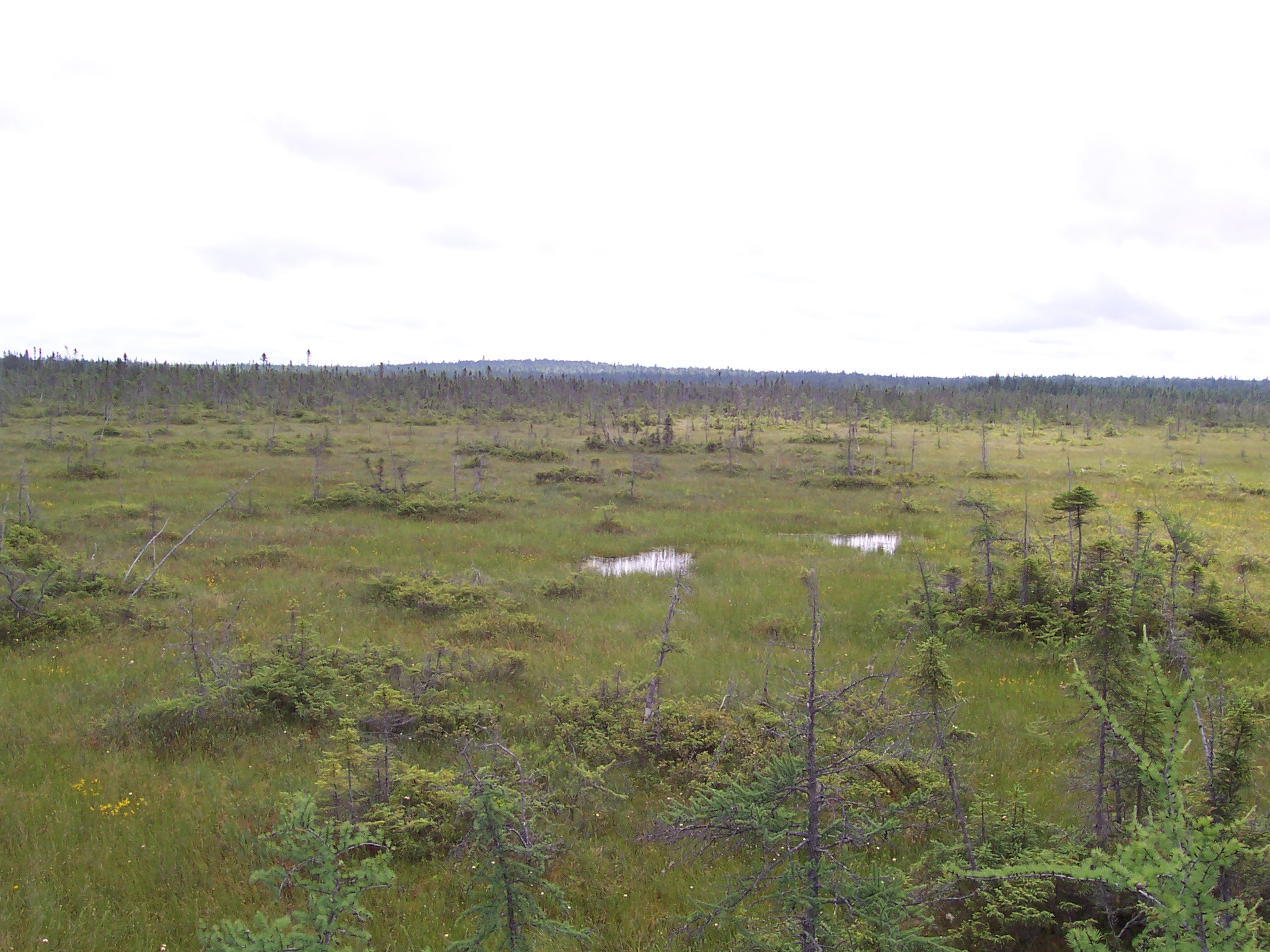
La vaste tourbière du Parc de Frontenac, la tourbière structurée la plus au sud au Québec.